# لا تمض بهدوء في ذلك الليل البديع
قصيدة «لا تمضِ بهدوء في ذلك الليل البديع» هي قصيدة من نوع فيلانيل، وهي من أشهر أعمال الشاعر الويلزي ديلان توماس (1914-1953). رغم أنها نُشرت لأول مرة في مجلة Botteghe Oscure عام 1951،  إلا أنها كُتبت في الأصل عام 1947 عندما كان توماس في فلورنسا مع عائلته. نُشرت القصيدة، إلى جانب قصص أخرى مكتوبة، كجزء من Thomas ' In Country Sleep ، وقصائد أخرى لعام 1952. وقد أُدرجت أيضًا في «مجموعته الشعرية»، 1934-1952 ، التي نشرتها دنت لأول مرة في عام 1952.
يُعتقد أن القصيدة كُتبت رثاءً لوالد توماس، بالرغم من أنه توفيّ قبل عيد الميلاد عام 1952. لا يوجد أيّ عنوان اخر للقصيدة عدا شطرها الأول، «لاتمضِ بهدوءٍ في ذلك الليل البديع»، شطرُ يتكرر في القصيدة، مع الشطر الآخر الذي يليه، «عليك أن تثور، وتثور ضد إنطفاء النور». تندرج القصيدة حاليًا تحت حقوق النشر،  رغم أن النص متاح على الإنترنت.

## البِناء
تحتوي قصيدة الفيلانيل على خمسة مقاطع شعرية، تتكون من ثلاثة أشطر (tercets) ويتبعها مقطع شعري مفرد يتكون من أربعة أشطر (رباعية) والتي بمجملها تكون تسعة عشر شطرًا. نظمُ القصيدة يتكون من قافيتين متكررتين وبيتين: البيتُ الأول من المقطع الأول يتكرر في الشطر الأخير من المقطعين الثاني والرابع، والشطر الثالث من المقطع الأول يتكرر في الشطر الأخير من المقطعين الثالث والخامس.

نمط المقطع والقافية في «لا تمضِ بهدوءٍ في ذلك الليل البديع» يُصّنف بالطريقة التالية: A 1 bA 2 abA 1 abA 2 abA 1 abA 2 abA 1 A 2 حيث أن حرفيّ ("a" و "b") يشيران إلى أصوات القافية. انظر إلى المخطط أدناه.
| Refrain 1 (A1) Line 2 (b) Refrain 2 (A2) Line 4 (a) Line 5 (b) Refrain 1 (A1) Line 7 (a) Line 8 (b) Refrain 2 (A2) Line 10 (a) Line 11 (b) Refrain 1 (A1) Line 13 (a) Line 14 (b) Refrain 2 (A2) Line 16 (a) Line 17 (b) Refrain 1 (A1) Refrain 2 (A2) |

## أبرز الإستعمالات في الثقافة الشعبية
- استخدم إيغور سترافينسكي عبارة «لا تمضِ بهدوءٍ في ذلك الليل البديع» نصًا عام 1954 في تأبين ديلان توماس (Dirge-Canons and Song) لمجموعة التينور. كُتبت المقطوعة بعد وفاة توماس بفترة وجيزة وعُرضت لأول مرة عام 1954.[10]
- كانت القصيدة مصدر إلهام لثلاث لوحات للرسامة والفنانة سيري ريتشاردز المولودة في سوانسي، والتي رسمت لوحاتها متوالية في 1954 و 1956 و 1965.[11]
- صارت موضوعًا لمعزوفة عام 1979 لفرقة الرياح من تأليف إليوت ديل بورجو.[12]
- في فيلم العودة إلى المدرسة عام 1986، استخدمت سالي كيليرمان القصيدة كسؤال اختبار في نهائي رودني دانجرفيلد.
- استعمل جون كال القصيدة في الموسيقى الأوركسترالية لألبومه Words for the Dying ، الذي صدر عام 1989.[13]
- في أغنية "Rage" لشومباوامبا في ألبوم Anarchy الذي صدر عام 1994.
- ظهرت عبارة «عليك أن تثور، وتثور ضد إنطفاء النور» في أغنية "Down to the River" في ألبوم بن كابلان 2011 "In the Time of the Great Remembering".
- في فيلم Dangerous Minds عام 1995، استخدمت البحرية الأمريكية المتقاعدة LouAnne Johnson ، التي لعبت دورها ميشيل فايفر، القصيدة لتعليم طلابها ومساعدتهم لفهم مايدرسونه في فصلها.
- أصدر الموسيقي الإلكتروني ريتشارد بورمر مقطعًا بنفس الاسم في ألبومه لعام 1996 كنوز القديسين والذي يحتوي على تسجيل صوتي لديلان توماس وهو يقرأ القصيدة.[14]
- في فيلم يوم الاستقلال عام 1996، يلقي الرئيس خطبةً حماسية أثناء إستعداده لقيادة هجوم ضد الغزاة الفضائيين، مُقتبسًا البيت الشعري: «لن نمضي بهدوءٍ في ذلك الليل البديع».[15]
- أضافت فرقة Brave Saint Saturn تسجيلًا صوتيًا لتوماس وهو يقرأ قصيدته في أغنية "Two-Twenty-Nine" في ألبومها لعام 2000 So Far from Home.[16][ بحاجة لمصدر ] [بحاجة لمصدر] [ بحاجة لمصدر ]
- أُشير إلى القصيدة في حلقة أنمي Digimon 2001 بعنوان "A Million Points of Light". بعد هزيمة الأبطال وإتّشاح العالم بالظلام، يٌنشد الشرير MaloMyotismon ، «هاهو ينطفئ النور، ولا شيء لأجله يثور!»
- لفرقة الميتال بلاك Anaal Nathrakh أغنية بعنوان «عليك أن تثور، وتثور ضد إنطفاء النور» من ألبوم عام 2004 Domine Non Es[ بحاجة لمصدر ] Dignus . [بحاجة لمصدر] [ بحاجة لمصدر ]
- في حلقة عام 2007 من Doctor Who ، " The Shakespeare Code "، اقتبس الطبيب، الذي لعبه ديفيد تينانت، الشطر الثالث من القصيدة، «عليك أن تثور، وتثور ضد إنطفاء النور»، إلى ويليام شكسبير، الذي أدى دوره دين لينوكس. كيلي. ليقول شكسبير، «لربما استعمل هذه». فيجيبه الطبيب: «لا يمكنك ذلك. إنها تنتمي لشخصٍ آخر».
- في فيلم كريستوفر نولان 2014 Interstellar ، يتكرر استعمال القصيدة على لسان البروفيسور جون براند، والذي أدّى دوره مايكل كين، بالإضافة إلى العديد من الشخصيات الثانوية.[17] في نفس الفيلم، يدخل الممثلان الرئيسيان ماثيو ماكونهي وآن هاثاواي في سُبات ممتد وأثناء ذلك تصدح كلماتهم الأخيرة «لا تمضِ بهدوءٍ في ذلك الليل البديع». في النسخة الفاخرة من الموسيقى التصويرية للفيلم، قام كلًا من الممثلين جون ليثجو وإلين بورستين وكيسي أفليك وجيسيكا تشاستين وماثيو ماكونهي وماكنزي فوي بإلقاء القصيدة بصوتٍ رخيم على إيقاع الألحان التي ألّفها هانز زيمر، مؤلف الموسيقى التصويرية للفيلم.
- في حلقة عام 2015 من Doctor Who ، " The Magician's Apprentice "، تقتبس كلارا أوزوالد، والتي لعبت دورها جينا كولمان، الشطر الأول من القصيدة حينما تكتشف مكان وجود الطبيب وماينوي فعله.[18]
- إقتبس القصيدة G-Eazy في "Intro" في ألبومه 2015 When It's Dark Out.[19]
- أصدرت فرقة The World Is a Beautiful Place & I'm no longer afraid to die أغنية بعنوان «عليك أن تثور، وتثور ضد إنطفاء النور.» في ألبومها Harmlessness .
- في عام 2017، استخدمت الإذاعة الأيرلندية RTÉ Sport القصيدة في الترويج لمباراة الإياب الثانية في تصفيات كأس العالم بين جمهورية أيرلندا والدنمارك، حيث قرأها بريندان جليسون بينما عُرضت لقطات شهيرة من الرياضات الأيرلندية.[20]
- في أغنية Parsonsfield "Kick Out the Windows"، والتي ظهرت في ألبومهم WE لعام 2018، أُقتبس المقطع الشعري من القصيدة: «وعندما ينطفئ النور، سنغضب ونثور، نركلُ ونصرخ، في ذلك الليل البديع.».[21] [بحاجة لمصدر]
- أُستعملت القصيدة كتعليق صوتي بواسطة Iain Glen في إعلان تلفزيوني 2018 لشركة Ford Motor Company . وقد حُظر الإعلان لاحقًا من هيئة معايير الإعلان لتحريضه على القيادة كوسيلة لتفريغ من الغضب. [بحاجة لمصدر][ بحاجة لمصدر ][ بحاجة لمصدر ]
- قُرأت القصيدة كاملة بواسطة إيجي بوب في التسجيل التاسع في ألبومه 2019 Free . وقد سجل القصيدة بناء على طلب وكالة إعلانات أرادتها من أجل إعلان تجاري.[22]
- في تسجيل "Goodnight" Adventure Club في ألبوم 2016 Red // Blue ، الذي صدر عام 2016. [بحاجة لمصدر]
- جزء من الشطر الأخير من القصيدة اختير كعنوان لكتاب ديريك لاندي The Dying of The Light ، وهو الكتاب التاسع من سلسلة Skulduggery Pleasant . كما ذُكرت الأبيات الثلاثة الأولى من القصيدة في مقدمة الكتاب.[23] [بحاجة لمصدر]